# Dominion (manga)
Pour les articles homonymes, voir Dominion (homonymie).
Dominion (ドミニオン, Dominion), ou Dominion: Tank Police (Tokusô sensha-tai Dominion), est un manga de Masamune Shirow, adapté en anime par Koichi Mashimo.

## Histoire
Synopsis de la version française de l'OAV.

### Prologue
En 2110, la Terre est entourée d'un nuage bactériologique qui est très dangereux pour l'Homme. En raison d'une très forte criminalité, la police utilise des chars de combat.

### Synopsis
Un tank Araignée terrorise Newport City. Ridiculisée, la Tank police essaie maladroitement de faire face au danger. Cette fois-ci, ce n'est pas un bandit idéaliste et débonnaire qui menace le fragile équilibre de la mégalopole, mais une corporation tentaculaire et impitoyable. De retour sur le devant de la scène, Leona, Brenten, Bonaparte et les sœurs Puma, "toujours sexy", rivalisent de fantaisie et d'excentricité pour combattre un ennemi déterminé qui maîtrise parfaitement les derniers chefs-d'œuvre de la technologie…

## Personnages
Leona Ozaki 
Elle est le personnage principal de la série. Elle a été transférée comme officier à la Tank police et est la seule femme de la Tank police. Elle a eu des problèmes pour s'adapter au début mais elle s'est rapidement faite à la mentalité de la section qui est majoritairement masculine. Elle a détruit le tank de son supérieur Charles Brenten lors de sa première mission et elle a construit un mini tank surpuissant nommé Bonaparte avec ce qu'il en restait (référence à Napoléon Bonaparte). Elle voue une grande passion pour son mini tank. Elle apparaît farfelue mais est efficace. Elle était issue de la section moto avant d'entrer dans la Tank police.
Al Cu Ad Solte 
Il est nouveau à la Tank police mais il y travaille depuis plus longtemps que Leona. Il l'a aidée à construire le tank et il est devenu par la suite le conducteur du tank et son mécanicien. Il est très proche de celle-ci et on peut soupçonner qu'il est amoureux de Leona.
Charles Brenten 
Il est le commandant en chef de la Tank police et est un personnage qui adore les tanks. Il porte toujours des lunettes de soleil et a une moustache. C'est un homme musclé mais pas très intelligent. Il préfère s'occuper de ses tanks plutôt que résoudre des crimes. Il a eu du mal à s'entendre avec Leona Ozaki quand elle est arrivée dans sa division mais ils se sont vite entendus.
Le Chef 
Il est le chef de la Tank police. C'est un homme assez âgé qui a les cheveux blancs et une moustache blanche. C'est lui qui doit répondre devant la mairesse de tous les désordres causés par ses hommes lorsqu'ils détruisent la ville pour appréhender les criminels. On le voit souvent crier sur ses hommes, mais souvent pour de bonnes raisons.
Chaplain 
Il est conducteur de tank et mécanicien mais il est aussi doué pour interroger les criminels. Il porte une moustache brune et une croix autour de son cou. Ses coéquipiers l'appellent "prêtre" et il est souvent de bons conseils.
Megane 
Il est un membre sympathique de la Tank police. Il est représenté comme le scientifique de la section. C'est un excellent informaticien  ainsi qu'un biologiste talentueux.
Buaku 
Principal ennemi de la Tank police, ce cyborg est le chef du plus dangereux gang de la ville. Il est prêt à tout pour s'enrichir mais il n'est pas très intelligent, même s'il est assez rusé pour créer des plans criminels et s'échapper lorsque les choses tournent mal. Il aime utiliser des gadgets en tout genre et des armes high-tech. Son gang semble être financé par une puissante organisation. Il apparaît qu'il a été créé dans un laboratoire et qu'il est le seul survivant de l'expérience qui y fut menée.
Anna Puma et Uni Puma 
Les sœurs Puma sont les lieutenants de Buaku. Ce sont des androïdes femmes-chats sexy et délurées qui aiment l'argent, les armes et les gros engins.

## OAV et animes

### New dominion tank police

#### Liste des épisodes [ENG]
1. Launch Tank Police
2. Charles Brenten, Master Detective
3. Limit the Tube Way
4. The Chase
5. Conflict City
6. End the Dreaming

### TANK S.W.A.T 01
(Un épisode seulement de 25 min) 